# Dark Forces
Dark Forces je počítačová hra z roku 1994, častokrát připodobňovaná k legendárnímu Doomu. Byla první 3D first-person hrou z prostředí Star Wars. Autorem hry je společnost LucasArts.

## Příběh
Hráč se ocitne v roli bojovníka povstalců Kyle Katarna, bojujícího proti Impériu, avšak není Jedi. Hra se odehrává na různých planetách - pouštních, ledových, skalních atd. Celkem hra nabízí 14 relativně rozsáhlých úrovní, hráč se utká s mnohými protivníky. Na konci hry je hlavním úkolem sabotovat loď Imperátora. K boji bylo určeno deset zbraní, včetně klasického blasteru jako jedné ze zbraních základních, ale i některých mnohem efektivnějších, mezi které se řadí třeba termální detonátor.

## Grafika
Oproti hře Doom umožňovala zobrazení třetího rozměru v plné kvalitě (tj. například se mohlo nacházet více místností nad sebou apod.). V mnohých případech však kvůli zjednodušení vzhledem k tehdejším výkonům počítačů byly vypuštěny mnohé textury (například u stíhaček). Zobrazení bylo provedeno ve standardním rozlišení 320 x 240 pixelů, pro slabší stroje šlo ještě snížit, protože oproti Doomu byla Dark Forces náročnější hra.

## Nepřátelé
Do cesty se hráči stavěli klonoví vojáci impéria, důstojníci z imperiálních lodí i výzvědné sondy. Finálními bossy byli silní mechanoidi. Na tyto jednotky byly použity pouze ploché sprity, stíhačky však byly již plně trojrozměrnými polygonálními objekty.

## Pokračování
Hra měla ještě pokračování Dark Forces 2, které bylo vydáno v roce 1997.